# Châteauneuf-Villevieille
Châteauneuf-Villevieille är en kommun i departementet Alpes-Maritimes i regionen Provence-Alpes-Côte d'Azur i sydöstra Frankrike. Kommunen ligger  i kantonen Contes som ligger i arrondissementet Nice. År 2022 hade Châteauneuf-Villevieille 985 invånare.

## Befolkningsutveckling
Antalet invånare i kommunen Châteauneuf-Villevieille
Referens: INSEE